# Національна бібліотека Ірландії
Національна бібліотека Ірландії (англ. National Library of Ireland) — найбільша наукова бібліотека країни, розташована в Дубліні, Ірландія. Заснована в 1877 році. Директором бібліотеки є Фіона Росс.
Основна мета установи — збирання, збереження і популяризація документів про Ірландію. Тут зберігається 8 млн одиниць зберігання, з них понад 500 тис. томів книг, а також карти, рукописи, газети, журнали та фотографії.
Головна будівля бібліотеки знаходиться в південній частині центру Дубліна, на Кілдар-стріт, поряд з Ленстер-хаусом і археологічним відділом Національного музею Ірландії. Побудована за проєктом Томаса Ньюенгема Діна.